# Diadora

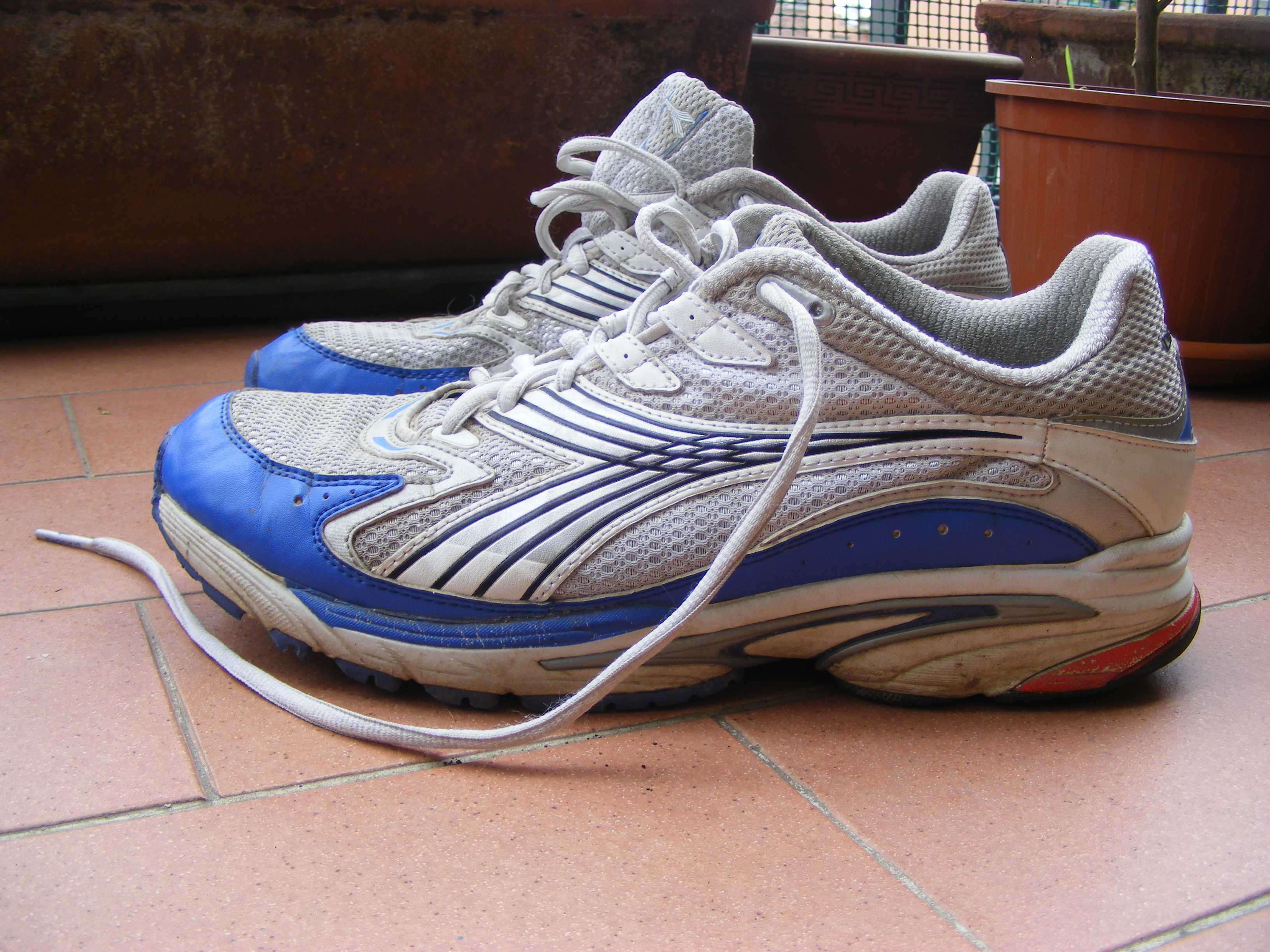
Obuv Diadora Mythos Axeler, 2009

Diadora je italský výrobce sportovního zboží se sídlem v Caerano di San Marco poblíž Trevisa a dceřiná společnost italské módní společnosti Geox.
Diadora vyrábí obuv, sportovní potřeby a sportovní oblečení. Společnost byla založena v roce 1948 a dodává sportovní potřeby zejména pro fotbal, tenis, ragby, běh, cyklistiku a atletiku.

## Sponzorství
Sponzoruje také fotbalové týmy (dodává jim sportovní vybavení, dresy aj.) Má smlouvu i s Italskou fotbalovou federací, obléká rozhodčí. Mezi kluby, které používají (nebo v minulosti používaly) vybavení Diadora, patří např.:
- Birmingham City FC [2]
- Walsall FC [3]
- K. Sint-Truidense VV [4]
- O'Higgins FC [5]
- FC Nordsjælland [6]
- SønderjyskE [7]
- Hapoel Haifa FC [8]
- FK Bodø/Glimt [9]
- Ross County FC [10]
- St. Mirren FC [11]